# Bad Boy (canción de Miami Sound Machine)
«Bad Boy» es el segundo sencillo de Miami Sound Machine para su noveno álbum de estudio Primitive Love. Lanzado en 1985

## Información general
El lanzamiento en radio fue solo una versión editada y remezclada del álbum original. Fue remezclada por Shep Pettibone. 
"Bad Boy" se convirtió en la banda del segundo sencillo en Top Ten de los Estados Unidos, alcanzando un máximo de # 8 en el Billboard Hot 100, y alcanzó el Top 20 en muchos otros países alrededor del mundo. El sencillo fue certificado Oro por la RIAA en los EE. UU. para las ventas de 500 000 unidades y por la ARIA en Australia para la venta de 35 000 copias. Aterrizó en la canción # 79 en la revista Billboard de fin de ejercicio de la tabla de 1986.
El video de la canción recibió alta rotación en MTV y otros canales de música de vídeo. Dos videos se hicieron con el segundo con una Estefan con el elenco del musical Cats. La canción es la apertura de la película "Tres hombres y un bebé".

## Formatos
12" sencillo Estados Unidos
1. «Bad Boy» (Club Mix)
2. «Bad Boy» (Dub Mix)

7" sencillo Estados Unidos
1. «Bad Boy» (Sencillo Remix)
2. «Surrender Paradise» (Álbum Versión)

7" sencillo Reino Unido
1. «Bad Boy» (Sencillo Remix)
2. «Movies» (Álbum Versión)

12" sencillo Reino Unido
1. «Bad Boy» (Sencillo Remix)
2. «Bad Boy» (Dub Mix)
3. «Movies» (Álbum Versión)

## Posición en las listas
| Listas (1985/1986)                           | Mejor posición |
| -------------------------------------------- | -------------- |
| Austria Singles Chart                        | 8              |
| Dutch Singles Chart                          | 2              |
| France Singles Chart                         | 33             |
| Germany Top Singles Chart                    | 6              |
| Ireland Top Singles Chart                    | 23             |
| Switzerland Singles Chart                    | 9              |
| UK Top Singles Chart                         | 16             |
| U.S. Billboard Hot 100                       | 8              |
| U.S. Billboard Hot Adult Contemporary Tracks | 8              |
| U.S. Billboard Hot R&B/Hip-Hop Songs         | 74             |
| U.S. Billboard Hot Dance Club Play           | 10             |
| U.S. Billboard Hot Dance Singles Sales       | 3              |
| U.S. ARC Weekly Top 40                       | 5              |

## Versiones oficiales
1. Álbum Versión — 3:58
2. Sencillo Remix — 3:42
3. Sencillo Remix — 3:42
4. Club Mix — 6:26
5. Dub Mix — 6:43